# Hopp-Halász Károly
Hopp-Halász Károly (született Halász) (Paks, 1946. január 28. – Paks, 2016. november 27.) Munkácsy Mihály-díjas magyar képzőművész, a Széchenyi Irodalmi és Művészeti Akadémia rendes tagja. Azok közé az alkotók közé tartozott, akik nem valamely művészeti egyetem elvégzése után indultak el az alkotói pályán, hanem kizárólag önálló, öntörvényű, tudatos alkotói tevékenységük révén, a szakma későbbi elismerésével váltak művésszé. Munkássága meglehetősen szerves egészet képez; számtalan installáció, egyéni kiállítás, performance kötődik a nevéhez; „Magasles” című sorozata egyedülálló gyöngyszeme a magyar képzőművészetnek.

## Életpályája
Halász Károly 1946-ban született, Pakson. A Pécsi Művészeti Középiskolában festészet-díszítőfestő szakon érettségizett, 1965-ben.
Már az 1970-es évektől kezdve folyamatosan jelen volt különböző kiállításaival; improvizatív, kísérletező jellegű tevékenysége hamar felkeltette a szakma érdeklődését. 1979-ben megalapította a Fiatal Alkotók Körét, a következő évben pedig a Vízuális Kísérleti Alkotótelepet. 1984-ben Perneczky Géza támogatásával került Kölnbe ösztöndíjasként. 1986-ban és 1997-ben is elnyerte a Soros Alapítvány ösztöndíját, több tanulmányúton is részt vett Rómában, Koppenhágában, Grazban. Paks városában működve számos intézményt, alkotói kört hozott létre (Fiatal Alkotók Köre, Paksi Vizuális Kísérleti Alkotótelep, Dunaújvárosi Acélszobrász Alkotótelep, Paksi Képtár Egyesület, Hopp-Halász Alapítvány / A Kortárs Művészetért). Nevéhez fűződik a Paksi Képtár létrehozása – Szabó Júlia, Hegyi Loránd, Romváry Ferenc szakmai támogatásával és a Paksi Fiatal Alkotók Köre segítségével (1990–91). Az intézményt tíz éven át ő is vezette.)
1990-ben hivatalosan felvette imádott, elhunyt édesanyja Hopp családnevét is.
Számos tanulmány, képzőművészeti írás foglalkozott művészetével. 2006-ban munkásságát Munkácsy Mihály-díjjal jutalmazták. 2011 őszén Pécsett, a Zsolnay Galériában tisztelői életmű-kiállítást rendeztek számára.
Türelemmel viselt, hosszú betegségben halt meg két hónappal 71. születésnapja előtt.

## Munkái gyűjteményekben
- Adriano Parise, Verona
- Artpool gyűjtemény - Galántai György, Budapest
- Bognár Inke - Fülöp László, Pécs
- Cavellini, Brescia
- Villasimius
- Fővárosi Képtár / Kiscelli Múzeum, Budapest
- Franco Dagani, Brescia
- Fritz András - Fritz László, Paks
- Galerie von Bartha, Bázel
- Gaudens Pedit, Lienz
- Giuseppe Baldini, Bologna
- Herman Ottó Múzeum, Miskolc
- Szent István Király Múzeum, Székesfehérvár
- Hypo Bank, Budapest - Bécs
- Kovács Attila, Köln
- Ludwig Múzeum, Budapest
- Marialaura Marazzi, Brescia
- Magyar Nemzeti Galéria, Budapest
- Meda Mladek, Washington DC
- Modern Magyar Képtár, Pécs
- Molnár Éva, Budapest
- Molnár György, Budapest
- Nagy Gyula, Szolnok
- Neue Galerie am Landesmuseum Joanneum, Graz
- Paksi Képtár, Paks
- Perneczky Géza, Köln
- Pogány Zsolt, Budapest
- Ritter János, Paks
- Roland Riz, Bolzano
- Romváry Ferenc, Pécs
- Sárospataki Képtár, Sárospatak
- Sidney Janis, New York
- Soros-gyűjtemény, New York
- Szabó Júlia - Marossy Ernő, Budapest
- Szombathelyi Képtár, Szombathely
- Szluka Balázs, Pécs
- Tóth Mária - Paolo Pittaluga, Cagliari - Budapest
- Vass László, Budapest[8]

## Kitüntetések, díjak
- 1979 A Magyar Népköztársaság Minisztertanácsa / Kiváló Munkáért kitüntető jelvény
- 1981 A Magyar Népköztársaság Művészeti Alapjának különdíja
- 1988 Eredményes munkájáért dicséret / művelődési miniszter
- 1996 A Magyar Köztársasági Érdemrend kiskeresztje
- 1996 Pro Urbe Paks
- 1997 Soros Alapítvány képzőművészeti ösztöndíj
- 2006 Munkácsy Mihály-díj